# Cruz de Serbia

La "cruz de Serbia" vista en el "Escudo de Serbia".

La Cruz de Serbia es un símbolo nacional de Serbia, parte del escudo, y de la bandera de Serbia. Se cree que su diseño está basado en el de la cruz tetragramática de la dinastía Paleólogo bizantina. Según la definición legal, el blason está compuesto por una cruz estilizada con cuatro eslabónes en cada esquina. Esos provienen de la letra griega beta e luego fueron interpretados como la letra latina C (igual a la letra cirílica S).
La tradición serbia atribuye su creación a San Sava, el primero Arzobispo de los serbios del siglo XII, y en específico, la del muy popular lema de las cuatro letras S, "Sólo la unidad salva el serbio" (en serbio: Само слога Србина спасава), una variante de la divisa "La unión hace la fuerza". El origen actual se refiere a la letra beta (Β) del Imperio bizantino, y al lema de la Dinastía Paleólogo: Rey de reyes (en griego: βασιλεὺς βασιλέων), es decir Cristo. Según algunos, puede representar cuatro eslabónes.
Tanto el águila bicéfala como la cruz son los símbolos herádicos principales y los cuales representan la identidad nacional del pueblo serbio a través de los siglos.

## Orígenes

The "tetragrammatic cross", emblem of the Palaiologos dynasty from the mid-13th century

Las cruces con estrellas de fuego han sido usadas desde tiempos romanos, como sómbolos, no sólo en escudos de armas o emblemas. Algunos historiadores las relacionan con el labarum, la bandera imperial de Constantino el Grande (r. 306–337). En el siglo VI, la cruz con los cuatro campos (con letras o bien con heráldica) y los tetragramma aparecen en monedas bizantinas. El símbolo fue adoptado por los primeros cruzados desde su primera intervención en 1096. Miguel VIII Palaiologos (1261–1282) adoptó el signo cuando resucitó al Imperio bizantino, con las iniciales (letras β) del lema imperial de su dinastía: Rey de reyes (βασιλεὺς βασιλέων, es decir Cristo), que fue usado en banderas y monedas. El símbolo aparece en la bandera imperial llamada divellion (διβελλιον), una bandera naval, usada frente a los otros estandartes, registrados por Pseudo-Kodinos (fl. 1347-1368) erróneamente como "una vruz con cuatro estrellas de fuego" (σταυρον μετα πυρεκβολων), y representada en el atlas castellano llamado Conosçimiento de todos los reynos (c. 1350). Como escribe Alexander Soloviev, el uso de letras en la heráldica occidental es inexistente.

## Historia

### Medievo
La fuente histórica más antigua conservada de la cruz de Serbia procede de la lámbara de aceite de Dečani (Dečanski polijelej), que fue un regalo al rey Stefan Milutin (r. 1282–1321), el ktetor (fundador) de Visoki Dečani, ahor conservada en el monasterio de Prohor Pčinjski.
Stojan Novaković argumenta que el uso registrado de la cruz serbia, como símbolo nacional, empezó en 1397, durante el gobierno de Stefan Lazarević que posiblemente se derivó del polijelej de Dečani. El historiador serbio Stanoje Stanojević argumenta que su uso empezó en 1345, con el Dušan el Poderoso cuando refundó el Imperio serbio. En la Edad Media, se usaron en Serbia tanto el "estilo griego" con las cuatro estrellas de fuego (β - B), como el "estilo serbio", con estrellas de fuego abiertas (C - S).

### Heráldica de los eslavos del sur

Esucdo de armas de Serbia en el Armorial de Fojnica (del s. 17), basado en el diseño de 1595 del Armorial de Korenić-Neorić.

En las fuentes heráldicas de los eslavos del sur (a su vez conocidas como las "Armerías Ilirias"), la Cruz de Serbia puede ser hallada en la Armorial de Korenić-Neorić (1595), en la cual se exhibe el escudo de armas de Serbia (Svrbiae) compuesto de una cruz blanca sobre un fondo rojo, con cuatro four chisperos, a su vez que muestra el mismo diseño de la noble casa de Mrnjavčević, pero con los colores invertidos y el el águila bicéfala en el centro de la cruz. De acuerdo a Mavro Orbini (1607), este diseño sería usado por Vukašin Mrnjavčević (rey entre 1365–1371) además de Lazar Hrebeljanović (Príncipe entre 1371–1389). Posteriormente, éste puede ser hallado en la Armería de Belgrado (ca. 1600–1620), la Armería de Fojnica (entre 1675–1688), la armería de Stanislaus Rubcich (ca. 1700), y en Stemmatographia (1741), mientras que puede ser mostrado brevemente en tratados y libros de símbolos y emblemas heráldicos posteriores.

## Legado
La cruz de Serbia ha sido un signo frecuentemente usado en la heráldica serbia. El parque memorial de Tekeriš, situado donde se libró la primera batalla de la Gran Guerra, contiene un monumentao fechado "18-VIII-1914" con la inscripción "Samo sloga srbina spasava".
Un monumento en Šamac, en la República serbia de Bosnia-Herzegovina por los serbios que lucharon en la Guerra de Bosnia, tiene el águila de Serbia en el centro, los años durante los cuales se prolongó (1992-1995) y el lema en serbio: "Samo Sloga Srbina Spasava" sobre los lados izquierdo y derecho.

## Ejemplos

### Banderas

Pabellón nacional de Serbia
Bandera de la iglesia ortodoxa serbia

### Escudos de armas y banderas históricas que lo portan

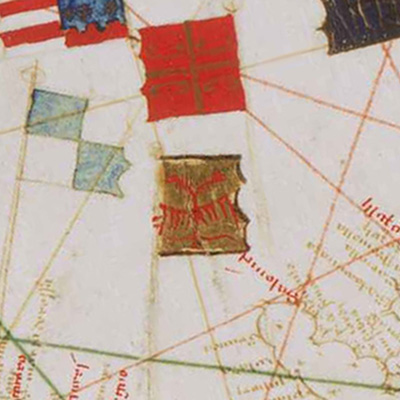
Bandera y escudo de armas del Imperio de Serbia, Gabriel de Vallseca (1439).
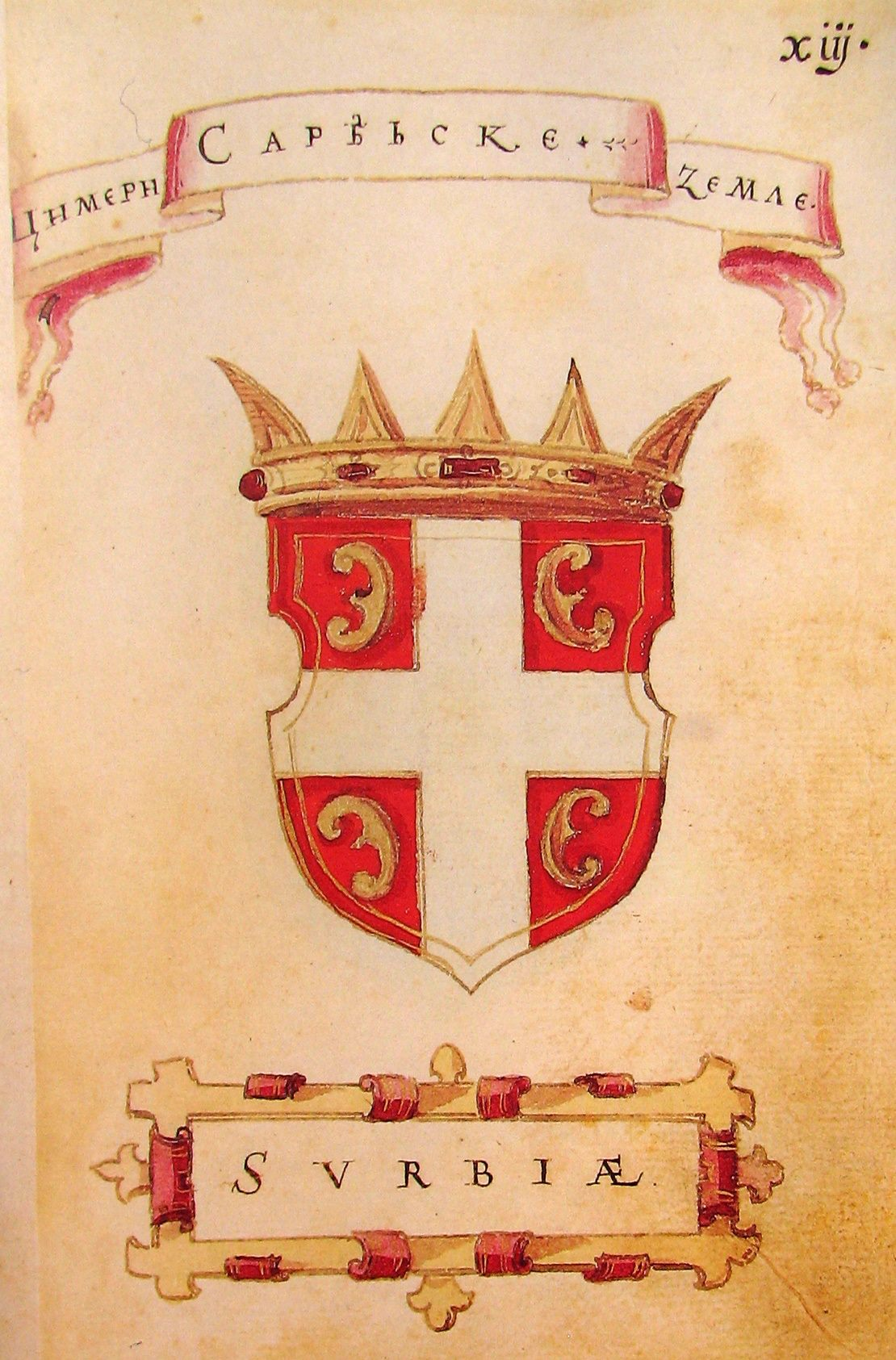
Serbia, Armería Korenić-Neorić (1595)
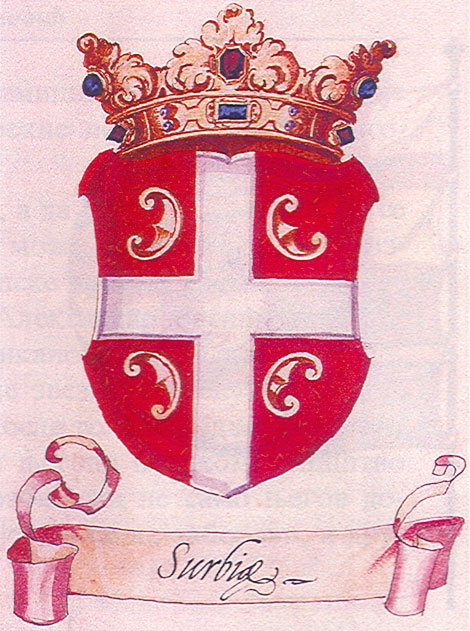
Serbia, Segunda Armería de Belgrado (ca. 1600–1620)
Escudo de armas de Serbia, Armería de Fojnica (entre 1675–1688)
Escudo de armas de Serbia, Charles du Fresne (posterior a 1688)
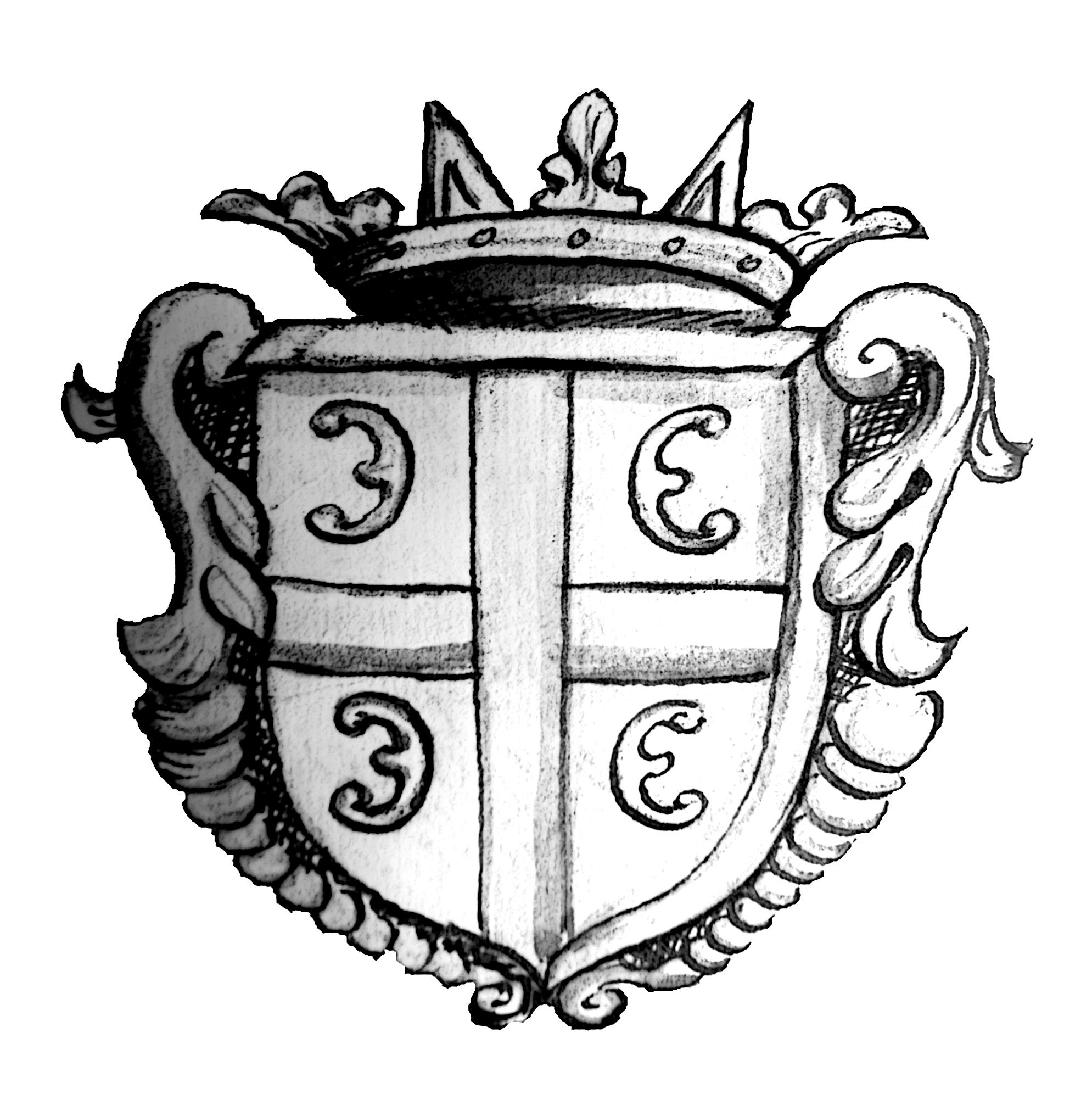
Escudo de armas de Serbia s. 17, de la obra de Mavro Orbini, Regno degli Slavi (1601)
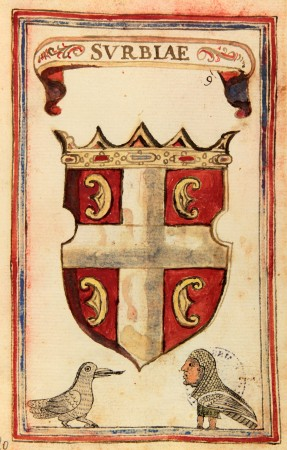
Escudo de armas serbio, por Stanislaus Rubcich (ca. 1700)
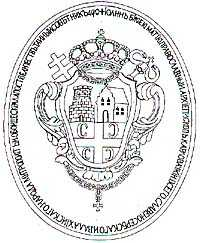
Escudo de armas del Metropolitanato de Karlovci (1713)
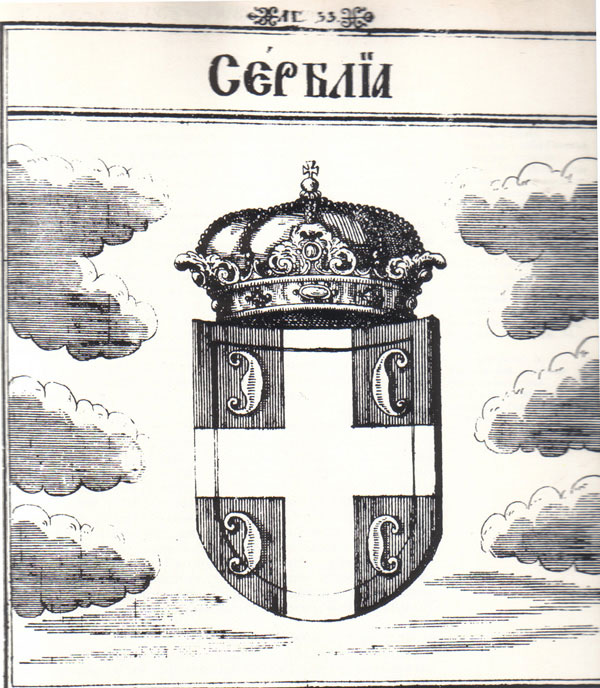
Escudo de armas de Serbia, Stemmatographia (1741)
Bandera de la Primera insurrección Serbia y de Topola, 1804
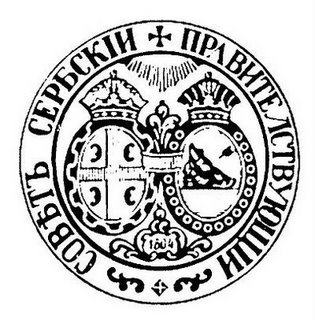
Sello gubernamental (Primer insurrección Serbia, 1805–1813)
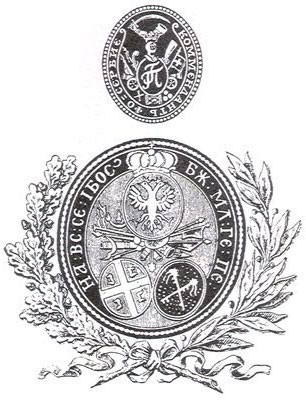
Sello real de los Karađorđe (1804–1813)
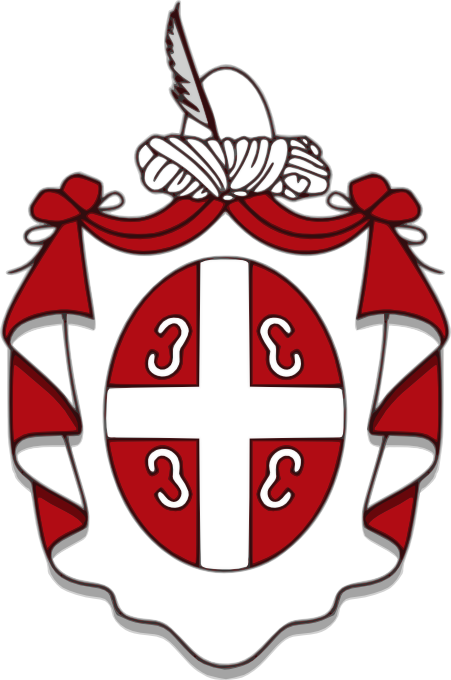
Escudo de armas del Príncipe Miloš I (1819)
Principado de Serbia (1835–1882)
Vojvodina Serbia (1848–1849)
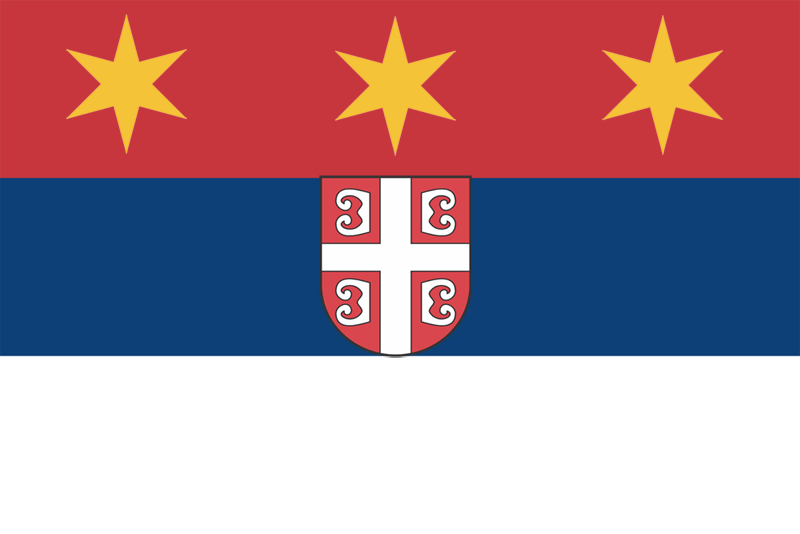
Bandera civil de Serbia (1869)
Reino de Serbia (1882–1918)
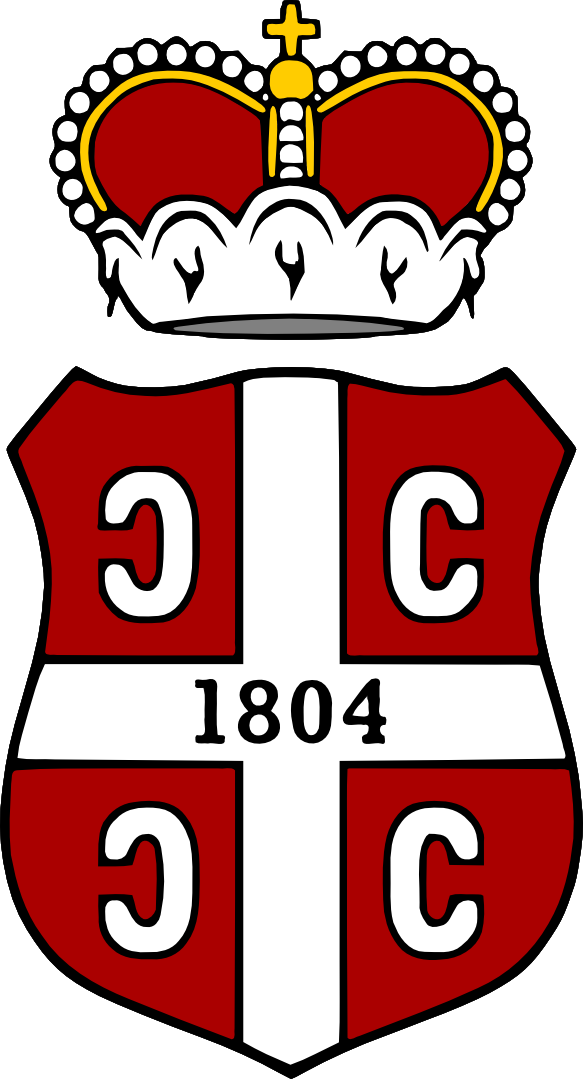
Escudo de armas del Príncipe Pedrag I (1903–1918)
Reino de Yugoslavia (1918–1944)
Serbia de Nedic (1941–1944)
República Socialista de Serbia (1947–1992) y de la República de Serbia (1992–2004)
República Socialista de Serbia (1947–1992) y República de Serbia (1992–2004)
República Federal de Yugoslavia (1992-2003) Serbia y Montenegro (2003–2006)
República de Serbia (2004–2010)

### Ciudades y municipios en Serbia

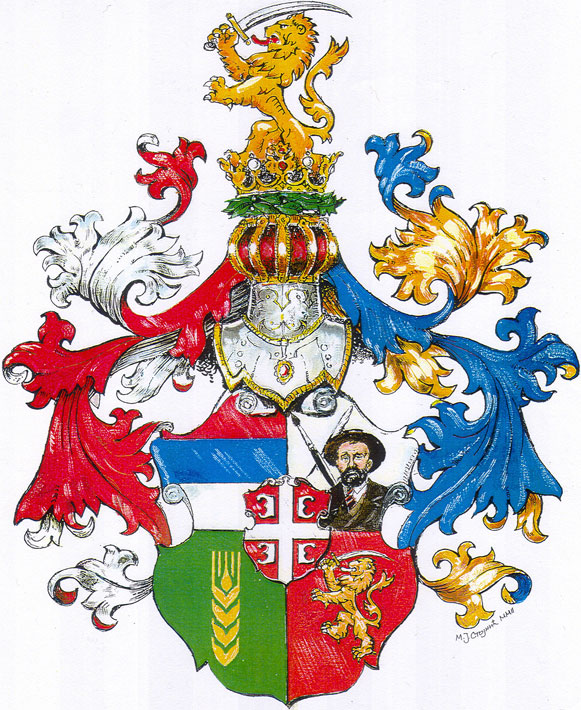
Srpska Crnja
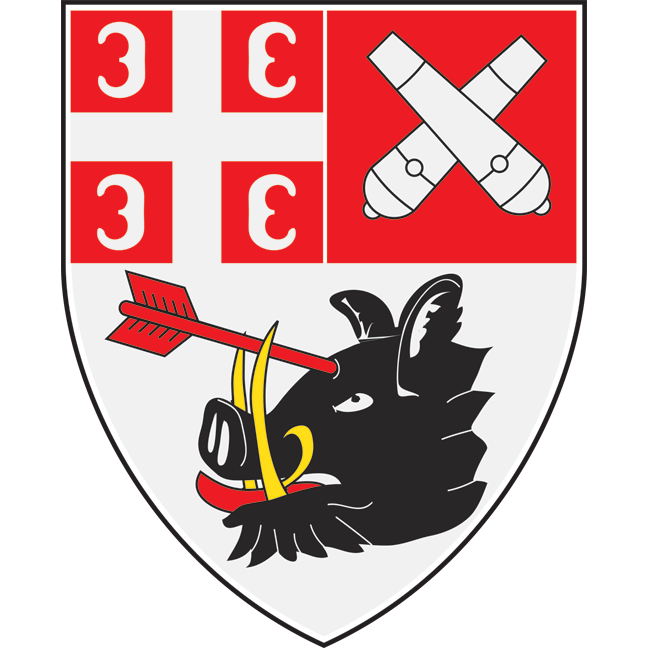
Kragujevac
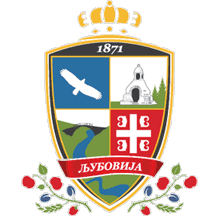
Ljubovija
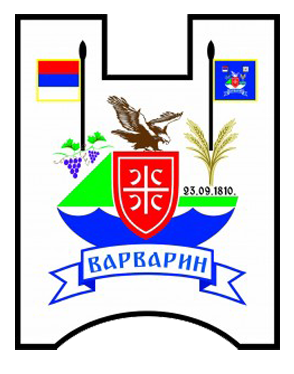
Varvarin
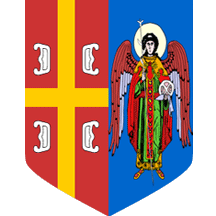
Aranđelovac
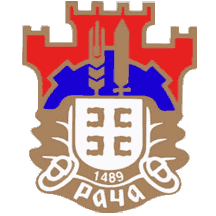
Rača
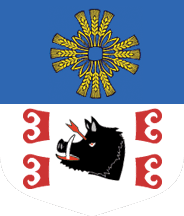
Barajevo
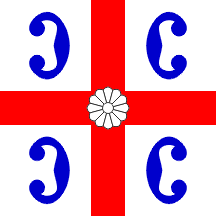
Surdulica
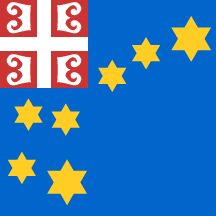
Zvezdara

### Ciudades y municipios en Bosnia y Herzegovina

Banja Luka
Nevesinje
Višegrad
Prijedor
Gradiška
Laktaši
Istočno Novo Sarajevo
Šipovo
Kotor Varoš

### Ciudades y municipios en Macedonia del Norte y Montenegro

Staro Nagoričane, Macedonia del Norte

### Otros usos

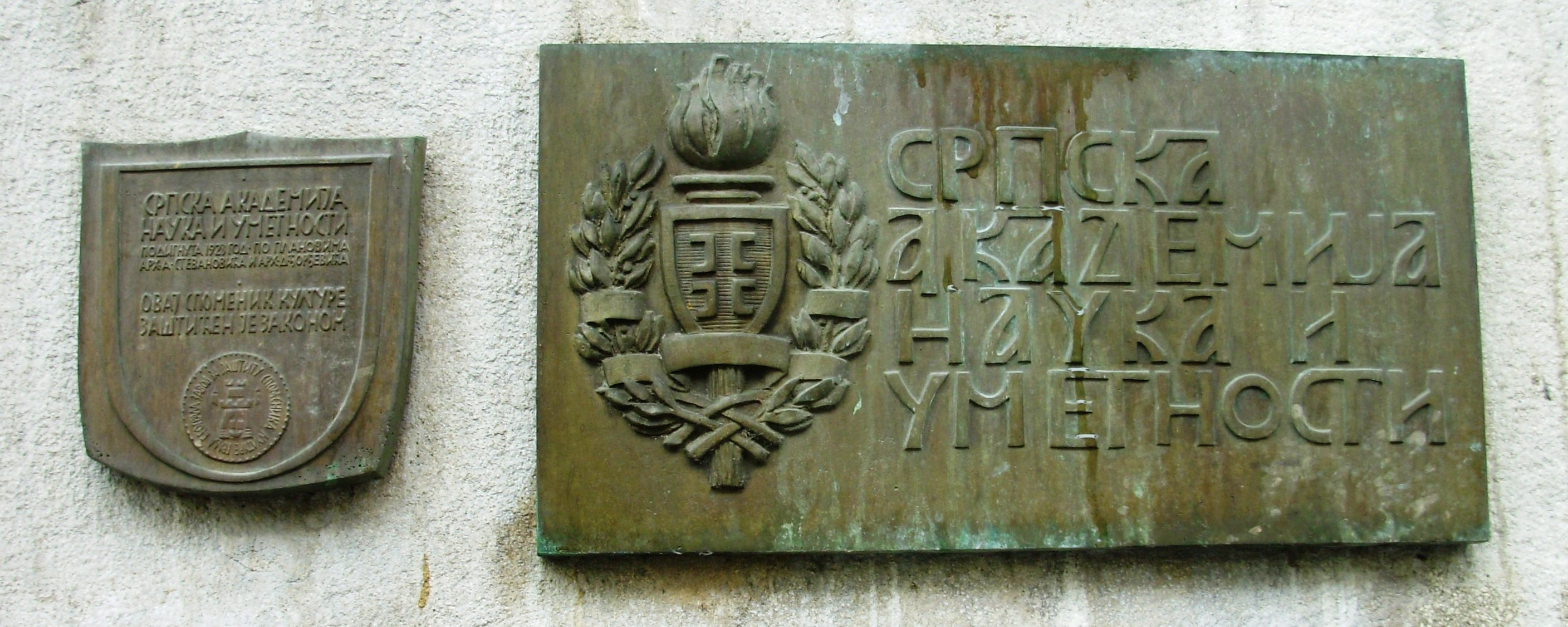
Academia de las Artes y de las Ciencias de Serbia
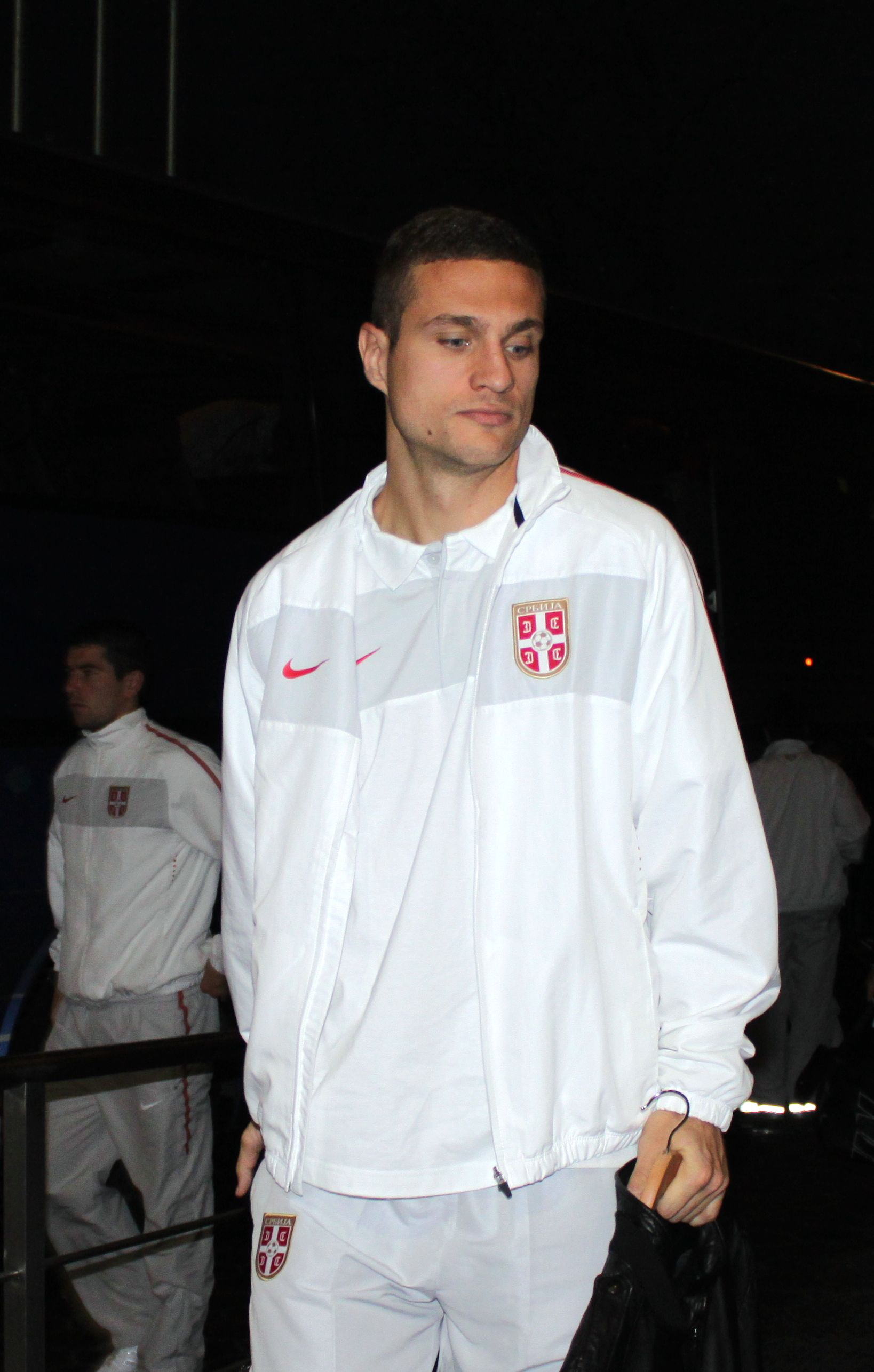
Asociación de Fútbol de Serbia